# Mother/Android
Mother/Android è un film del 2021 diretto da Mattson Tomlin.
Il regista, al suo esordio, è anche l'autore del soggetto e della sceneggiatura di questa pellicola post-apocalittica.

## Trama
Alla vigilia di Natale, mentre è tra amici, Georgia ha la certezza di essere rimasta incinta, e con il compagno Sam riflette sul futuro in maniera piuttosto preoccupata. 
Dopo un rumore stordente, tutti gli androidi della terra, finora impiegati efficacemente come servitori, si ribellano agli umani cercando di sterminarli e sopraffarli in ogni maniera. Georgia e Sam fuggono riuscendo a salvarsi miracolosamente rifugiandosi in campagna.
Circa nove mesi più tardi, Georgia è in procinto di partorire e, con Sam, è impegnata a fuggire continuamente per non cadere vittima degli androidi. New York è caduta ma parte degli Stati Uniti è ancora in lotta. L'intenzione dei due giovani è quella di raggiungere Boston da dove pare ci sia speranza di partire per la Cina o per la Corea, paesi nei quali sarebbe ancora possibile vivere senza minacce incombenti.
I problemi sono legati in primo luogo al fatto che gli androidi sono dappertutto e in secondo luogo allo stato di gravidanza di Georgia, che potrebbe dover partorire da un momento all'altro. 
Dopo una breve permanenza in un campo militare, i due proseguono da soli rifugiandosi in una casa in campagna. Qui Sam trova una moto da cross e decide di azzardare a percorrere le ultime 20 miglia che li separano da Boston in sella alla moto. Questo nonostante il rumore che provocheranno attirerà certamente gli androidi. Ma pensare di partorire e poi proseguire a piedi con un neonato, appare ai due ancora più rischioso.
Passando tra i boschi sono comunque raggiunti da numerosi androidi. Dopo aver combattuto, Georgia scende dalla moto per mettersi in salvo, mentre Sam attira su di sé l'attenzione degli inseguitori. L'uomo in effetti è catturato mentre la donna è messa in salvo da un combattente solitario e misterioso. Tale Arthur, un programmatore di intelligenze artificiali, dispone di un camion attrezzatissimo e ha anche un sofisticatissimo giubbotto che permetterebbe di rendersi invisibili agli androidi. Messa in guardia la ragazza sul fatto che gli androidi sono destinati a vincere in quanto privi di sentimenti, la aiuta poi ad andare a recuperare il compagno catturato. Con indosso lo speciale giubbotto Georgia riesce in effetti a evitare gli androidi e recuperare Sam, al quale sono state spezzate brutalmente entrambe le gambe. Poi è solo grazie all'intervento di Arthur se i due riescono ad uscire vivi dagli androidi che li inseguono.
Georgia si risveglia a Boston, in ospedale. Ha partorito un bambino e ha accanto a sé Sam, vivo, ma con le gambe amputate. Al bambino danno nome Forest, ma la pace è presto interrotta da un nuovo attacco degli androidi, che ha luogo proprio pochi istanti dopo che Georgia prende consapevolezza che il loro salvatore, Arthur, era appunto uno di quelli, che li ha sfruttati per insinuarsi tra gli umani. La donna lotta poi strenuamente, riuscendo a fuggire con marito e figlio da una situazione nuovamente disperata. Giunti al porto di Boston, città ormai allo stremo, la piccola famiglia riesce a raggiungere una nave che sta salpando per la Corea.
C'è effettivamente possibilità di trovare salvezza in Asia, ma le condizioni sono tali che verrà accettato solo il bambino. Con dolore la mamma consegna il piccolo Forest all'ufficiale coreana e poi cerca di salvare sé stessa mentre per il marito, con ferite impossibili da curare, il destino è già segnato.
In fine, Georgia, da sola, riesce a raggiungere un convoglio militare che la porterà a Portland, un luogo ancora sicuro.

## Produzione
Le riprese del film sono iniziate il 28 settembre 2020.

## Promozione
Il primo trailer del film è stato diffuso il 19 novembre 2021.

## Distribuzione
Negli Stati Uniti il film è stato distribuito su Hulu a partire dal 17 dicembre 2021 mentre nel resto del mondo a partire dal 7 gennaio 2022 su Netflix.